# John Cuffe
John Alexander Cuffe (26 de junio de 1880 - 5 de mayo de 1931) fue un jugador de críquet inglés nacido en Australia, que jugó más de 200 veces para Worcestershire entre 1903 y 1914, habiendo hecho previamente una sola aparición para Nueva Gales del Sur. Después de retirarse del críquet de condado, se desempeñó como árbitro durante tres años en la década de 1920. También jugó al menos una vez como profesional para Lowerhouse en la Liga de Lancashire. Hasta 2019 se pensaba erróneamente que Cuffe también era futbolista y jugó diez temporadas para Glossop North End en la Segunda División de la Football League. El futbolista era un John Cuffe diferente, nacido en Glossop.

## Carrera de críquet

### Nueva Gales del Sur
Nacido en Coonamble, Nueva Gales del Sur, Cuffe hizo su debut en primera clase para ese equipo estatal, contra Queensland en Sídney el día de San Esteban de 1902. Anotó 5 y 25 carreras con el bate, y tomó el único wicket de Charles Patrick. Esta fue la única vez que Cuffe jugó en un partido de primera clase fuera de Inglaterra. (Jugó para Worcestershire contra Glamorgan en Cardiff Arms Park en 1910, pero este juego no tuvo estatus de primera clase).

### Worcestershire
Cuffe luego llegó a Inglaterra, haciendo su debut en Worcestershire contra la Universidad de Oxford en The Parks en mayo de 1903. Aún no estaba calificado para aparecer en el Campeonato del Condado, pero también jugó contra la Universidad de Cambridge y los Filadelfianos esa temporada, anotando 91 contra estos últimos. Jugó tres veces más en 1904, una vez contra las universidades y también contra los turistas sudafricanos, reclamando 5-58 en una derrota de innings contra Oxford.
Durante las diez temporadas de 1905 a 1914, Cuffe fue una parte regular del equipo de Worcestershire, y logró su mejor marca personal de 145 contra Hampshire en el primer año de esos años. En tres ocasiones - 1906, 1908 y 1911 - superó las 1,000 carreras en una temporada de primera clase, mientras que en 1907 y 1911 obtuvo sus cien wickets. En 1911, obtuvo 1,054 carreras a un promedio de 25.70 y 110 wickets a un promedio de 23.56. Sus mejores cifras de bolos (9-38) las logró contra Yorkshire en Bradford en 1907, pero en el mencionado juego menor contra Glamorgan en 1910, devolvió el análisis de 8.1-4-5-9 en la primera entrada. También en 1910, anotó el triplete contra Hampshire en Dean Park, Bournemouth.
En los últimos tres años de su carrera de primera clase, de 1912 a 1914, su lanzamiento continuó siendo bastante productivo con al menos 50 wickets en cada verano. De hecho, tomó 11-163 en el partido contra Gloucestershire hasta julio de 1914. Sin embargo, su bateo disminuyó, y en 99 entradas de primera clase solo hizo tres medias centurias. El último partido de primera clase de Cuffe fue contra Sussex en Eastbourne a finales de agosto de 1914. En una derrota en una entrada de dos días, anotó 10 y no lanzó una bola; su carrera terminó cuando estuvo ausente por lesión en la segunda entrada.

### Después de la Primera Guerra Mundial
Cuffe no volvió a aparecer en el críquet de primera clase después de la Primera Guerra Mundial.
Después de pasar temporadas en la Liga de Lancashire con Todmorden y Lowerhouse, Cuffe se retiró de jugar.

### Carrera de árbitro
Cuffe ejerció como árbitro en 66 partidos de primera clase entre 1925 y 1927.

### Carrera de entrenador
Luego ocupó un puesto como entrenador en Repton School.

## Carrera en el fútbol
Cuffe fue incorrectamente reconocido como el primer australiano en jugar en la English Football League. Jugó con Glossop North End entre 1905 y 1914. Esto fue incorrecto, ya que el John Cuffe que jugó 282 partidos como defensor era nativo de Glossop.

## Muerte
Cuffe fue encontrado ahogado en Burton-on-Trent el 16 de mayo de 1932, a los 51 años. Había asumido el cargo de profesional de críquet en la Escuela Repton el día anterior. Se informó inicialmente como desaparecido, pero más tarde se determinó que se había suicidado. Había estado alojado en el Boot Inn en Repton.